# Gustav Eichelberger
Gustav Eichelberger – szwajcarski strzelec, medalista mistrzostw świata.
Eichelberger trzykrotnie w karierze stanął na podium mistrzostw świata. Jedyny medal w konkurencjach indywidualnych zdobył na turnieju w 1939 roku, gdzie został wicemistrzem świata w karabinie wojskowym leżąc z 300 m – przegrał wyłącznie z Niemcem Walterem Gehmannem. Pozostałe dwa medale wywalczył w zawodach drużynowych: srebro w karabinie dowolnym klęcząc z 50 m w 1937 roku (skład zespołu: Mario Ciocco, Gustav Eichelberger, Otto Horber, Ernst Tellenbach, Karl Zimmermann) i brąz w karabinie wojskowym w trzech postawach z 300 m w 1935 roku (skład drużyny: Ernst Burgdorfer, Gustav Eichelberger, Albert Salzmann, Beat Rhyner, Karl Zimmermann). 

## Medale mistrzostw świata
Opracowano na podstawie materiałów źródłowych:
| Mistrzostwa   | Konkurencja                                      | Wynik             | Miejsce |
| ------------- | ------------------------------------------------ | ----------------- | ------- |
| Rzym 1935     | Karabin wojskowy, trzy postawy, 300 m, drużynowo | 1966 pkt. (druż.) |         |
| Helsinki 1937 | Karabin dowolny klęcząc, 50 m, drużynowo         | 1883 pkt. (druż.) |         |
| Lucerna 1939  | Karabin wojskowy leżąc, 300 m                    | 365 pkt.          |         |